# Abela
Abela é uma povoação portuguesa sede da Freguesia de Abela do Município de Santiago do Cacém, freguesia com 137,58 km² de área e 836 habitantes (censo de 2021), tendo, por isso, uma densidade populacional de 6,1 hab./km².
Na madrugada de 3 de novembro de 2006, entre a meia-noite e as duas da madrugada, caíram chuvas muito intensas que provocaram diversos estragos, nomeadamente a inundação de casas e ruas, o arrastamento de animais e carros, vias danificadas, etc..

## Demografia
A população registada nos censos foi:
| Distribuição da População por Grupos Etários | Distribuição da População por Grupos Etários | Distribuição da População por Grupos Etários | Distribuição da População por Grupos Etários | Distribuição da População por Grupos Etários |
| -------------------------------------------- | -------------------------------------------- | -------------------------------------------- | -------------------------------------------- | -------------------------------------------- |
| Ano                                          | 0-14 Anos                                    | 15-24 Anos                                   | 25-64 Anos                                   | > 65 Anos                                    |
| 2001                                         | 118                                          | 149                                          | 529                                          | 311                                          |
| 2011                                         | 97                                           | 72                                           | 416                                          | 305                                          |
| 2021                                         | 79                                           | 61                                           | 366                                          | 330                                          |

## Património
- Igreja Paroquial de Abela / Igreja de Nossa Senhora da Abela[6]

## Entidades
- Casa do Povo de Abela